# إيلاوارا
إيلاوارا (بالإنجليزية: Illawarra) هي منطقة ساحلية في ولاية نيو ساوث ويلز الأسترالية، تقع بين الجبال والبحر.

## النقل
ترتبط منطقة إيلاوارا بسيدني في الشمال عبر عدة ممرات وطريق سريع (الطريق السريع الجنوبي) وخط سكة حديد كهربائي (انظر خط سكة حديد إيلاوارا)؛ إلى الغرب طريق إيلاوارا السريع وطريق بيكتون؛ وإلى الجنوب طريق الأمراء السريع.